# U-249
Unterseeboot 249 foi um submarino alemão do Tipo VIIC, pertencente a Kriegsmarine que atuou durante a Segunda Guerra Mundial.

## Comandantes
| Comandante           | Data                                         |
| -------------------- | -------------------------------------------- |
| Oblt. Rolf Lindschau | 20 de novembro de 1943 - 16 de julho de 1944 |
| Oblt. Uwe Kock       | 17 de julho de 1944 - 10 de maio de 1945     |

## Subordinação
Durante o seu tempo de serviço, esteve subordinado às seguintes flotilhas:
| Período                                       | Flotilha                                  |
| --------------------------------------------- | ----------------------------------------- |
| 20 de novembro de 1943 - 1 de janeiro de 1945 | 5. Unterseebootsflottille (treinamento)   |
| 1 de janeiro de 1945 - 8 de maio de 1945      | 5. Unterseebootsflottille (serviço ativo) |